# Cécke község
Cécke község (románul: Comuna Țețchea) község Bihar megyében, Romániában. Központja Cécke, beosztott falvai Izsópallaga, Kőalja, Mezőtelki.

## Népessége
A 2011-es népszámlálás adatai alapján a község népessége 3141 fő volt.